# The Lone Ranger Rides Again
The Lone Ranger Rides Again (bra: A Volta do Cavaleiro Solitário) é um seriado estadunidense de 1939, gênero Western, dirigido por William Witney e John English, em 15 capítulos, estrelado por Robert Livingston e Chief Thundercloud. O seriado foi produzido e distribuído pela Republic Pictures, veiculando nos cinemas estadunidenses a partir de 25 de fevereiro de 1939.
O seriado foi o 13º dos 66 realizados pela Republic Pictures, e é uma seqüência de The Lone Ranger, de 1937/38, que obteve grande sucesso. Foi considerado perdido por um longo período, porém algumas cópias, com legendas em espanhol, foram encontradas e re-emitidas.
Em 1940, foi lançada em 10 de abril uma versão reduzida do seriado, editada em 69 minutos, sob o título Hi-Yo Silver.

## Sinopse
Colonos que vão em direção ao vale do Novo México são atacados pelo bando Black Raiders. O vale tinha sido povoado por fazendeiro Craig Dolan, que não quer que os novos colonos se instalem ali. Seu filho, Bart, forma os Black Raiders. Lone Ranger tenta ajudar os colonos, mas é dificultado pelo fato de que foi acusado de ser parte dos Raiders. Em particular, Juan Vasquez acredita que ele matou seu irmão, mas quando isso é refutado, ele se torna parceiro dos Lone Rangers. No entanto, Lone Ranger é forçado, algumas vezes, a retirar a máscara e operar disfarçado sob o nome de Bill Andrews, a fim de conseguir proteger os colonos.

## Elenco
- Robert Livingston … Lone Ranger e o colono Bill Andrews. Evitando o mistério deliberado do show de rádio e a revelação gradual do primeiro seriado, o Lone Ranger é claramente revelado como Bill Andrews desde o início[6]
- Chief Thundercloud … Tonto, amigo de Lone Ranger
- Silver Chief .... Silver, o cavalo de Lone Ranger. Silver Chief substituiu Silver King, o cavalo do seriado original[7]
- Duncan Renaldo … Juan Vasquez, que inicialmente acreditava que Lone Ranger matara seu irmão
- Jinx Falkenburg … Sue Dolan
- Ralph Dunn … Bart Dolan, filho de Craig Dolan, o vilão e líder dos Black Raiders
- J. Farrell MacDonald … Craig Dolan
- William Gould … Jed Scott
- Rex Lease … Evans
- Ted Mapes … Merritt
- Henry Otho … Pa Daniels
- John Beach … Hardin, um dos Black Raiders
- Glenn Strange … Thorne, um dos Black Raiders
- Stanley Blystone … Murdock, um dos Black Raiders
- Eddie Parker … Hank, um dos Black Raiders
- Al Taylor … Colt, um dos Black Raiders
- Carleton Young … Logan
- Forrest Taylor … Juiz Miller (não-creditado)
- Billy Bletcher … voz de The Lone Ranger
- Charles Hutchison... Homem na cidade (Cap. 5, não-creditado)
- Monte Montague	 ...	Tucker (não-creditado)

## Produção
The Lone Ranger Rides Again foi orçado em $193,878, mas seu custo final foi $213,997. Foi o mais caro seriado da Republic de 1939, e o segundo mais caro até Captain America, em 1944 (1944, $222,906), batendo Secret Service in Darkest Africa (1943, $210,033).
O estúdio estava disposto a gastar tanto com o seriado porque o anterior The Lone Ranger tinha feito grande sucesso e continuou fazendo lucro após alguns meses do lançamento.
Foi filmado entre 9 de dezembro de 1938 e 20 de janeiro de 1939, sob o título provisório The Lone Ranger Returns, e foi o seriado de nº 895.

### Dublês
- Yakima Canutt
- Tommy Coats
- George DeNormand
- Ted Mapes
- Eddie Parker
- Post Park
- David Sharpe
- Ted Wells
- Bud Wolfe
- Bill Yrigoyen
- Joe Yrigoyen

## Lançamento

### Cinema
A data de lançamento oficial de The Lone Ranger Rides Again' foi 25 de fevereiro de 1939, porém essa foi a data da liberação do sétimo capítulo.

## Capítulos
1. The Lone Ranger Returns (28 min 54s)
2. Masked Victory (16 min 43s)
3. The Black Raiders Strike (16 min 45s)
4. The Cavern of Doom (16 min 44s)
5. Agents of Deceit (16 min 37s)
6. The Trap (16 min 39s)
7. Lone Ranger at Bay (16 min 42s)
8. Ambush (16 min 40s)
9. Wheels of Doom (16 min 44s)
10. The Dangerous Captive (16 min 37
11. Death Below (16 min 40s)
12. Blazing Peril (16 min 41s)
13. Exposed (16 min 42s)
14. Besieged (16 min 39s)
15. Frontier Justice (16 min 45s)

Fonte:

## Seriado no Brasil
A palavra Ranger causou dificuldades de tradução já que o significado original (policial rural do Texas) não fazia sentido em português.
The Lone Ranger Rides Again, sob o título A Volta do Cavaleiro Solitário, foi aprovado pela censura brasileira, de acordo com o Diário Oficial da União, em 7 de agosto de 1940  tendo estreado no país ainda em 19409.
Enquanto o primeiro seriado, The Lone Ranger, de 1938, recebera o nome de "Guarda Vingador", no segundo seriado com o personagem a tradução optou por um novo nome, ao invés de "Guarda Vingador", foi chamado "Cavaleiro Solitário", sendo, portanto, denominado "A Volta do Cavaleiro Solitário" no Brasil. Quando o personagem foi adaptado para a série de televisão,  no Brasil, era chamado, erroneamente, de "Zorro", nome pelo qual o herói fez estréia no país em Dezembro de 1938, em tiras diárias publicadas nas páginas da revista O Globo Juvenil do jornal O Globo.
Dois atores interpretaram ambos os personagens em produções da Republic, Robert Livingston, que havia interpretado The Eagle, um herói parecido com Zorro no seriado The Vigilantes Are Coming (1936), também interpretou Dom Diego/Zorro em The Bold Caballero (1936) e Lone Ranger em The Lone Ranger Rides Again, Clayton Moore, interpretou um  descendente de Dom Diego, em 1949, no seriado Ghost of Zorro e Lone Ranger na série de TV The Lone Ranger (1949-1957).  Além disso, em Zorro's Fighting Legion (1939), também produzido pela Republic, a história do Zorro é transformada em um faroeste, nesse seriado, o herói possui um cavalo branco igual ao do Lone Ranger,Zorro também apareceria com um cavalo branco chamado Fantasma na série de TV da Disney de 1957 e no desenho japonês Kaiketsu Zorro de 1996, aparece com um cavalo branco chamado Viento. Em 1954, a Ebal lançou uma revista em quadrinhos chamada Zorro, ela revezava ambos os heróis, diferenciando o Zorro cowboy do Zorro de Capa e Espada. O estúdio também produziu Zorro Rides Again (1937) e Son of Zorro (1947), outros dois seriados de faroeste sobre descendentes do Zorro original, o primeiro na década de 1930 e o segundo após a Guerra de Secessão .
O seriado Zorro's Black Whip de 1944 foi estrelado por uma mulher, a The Black Whip interpretada por Linda Stirling e, apesar de levar o nome de Zorro no título, o personagem Zorro não aparece em nenhum momento no seriado e nem ao menos é citado. Os seriados Don Daredevil Rides Again, de 1951, e Man with the Steel Whip de 1954, traziam dois heróis mascarados: Don Daredevil e El Latigo e utilizaram cenas de arquivo de Zorro's Black Whip .
A partir da década de 1980, com a exibição da série animada da Filmation, onde o herói dividia um bloco de animações com o Zorro, voltou a ser chamado de Cavaleiro Solitário, nome usado até mesmo no filme da Disney de 2013.